# حوزه انتخابیه بیست‌وششم کالیفرنیا
حوزه انتخابیه بیست‌وششم کالیفرنیا یک حوزه انتخابیه مجلس نمایندگان آمریکا است که در ایالت کالیفرنیا قرار دارد.